# Marlboro 500 de 1997
A Marlboro 500 de 1997 foi a 17a e última corrida da Temporada da CART World Series de 1997. A corrida aconteceu no dia 28 de setembro de 1997 no California Speedway.|

## Qualificação
O brasileiro Mauricio Gugelmin, da PacWest Racing fez a pole position.

## Corrida

### Antes do início
O piloto da All American Racers Juan Manuel Fangio II não largou devido a um incêndio na parte traseira do carro do piloto argentino. Primeira bandeira amarela.

### Volta 10 - Volta 52
Na volta 10, o piloto da Chip Ganassi Racing, Arie Luyendyk, da Holanda, que substituiu Alessandro Zanardi, o campeão daquela temporada, teve um problema nos boxes, seu carro estava pegando fogo, mas ele conseguiu permanecer na corrida. A relargada aconteceu na volta 12 (a bandeira amarela, acionada após o incêndio no carro de Juan Fangio II, fez com que a corrida começasse sob bandeira amarela). Porém, uma volta depois, Paul Tracy sofreu uma batida muito forte na curva 4. E com esse acidente, a bandeira amarela foi acionada pela 2a vez. Foi o sexto abandono de Tracy na temporada. Na volta 14, o top 6 era composto por: Mauricio Gugelmin, Jimmy Vasser, Bryan Herta, Michel Jourdain, Jr., Michael Andretti e Mark Blundell. A relargada na volta 23. Na volta 40, o piloto alemão Arnd Meier rodou na curva 4. Arie Luyendyk não conseguiu desviar e acertou em cheio o carro do piloto alemão. Arie e Arnd não se machucaram com gravidade, mas o holandês chegou a ficar desacordado. Na volta 47, Al Unser, Jr. teve um problema nos boxes. O carro do piloto estadunidense pegou fogo. Ele abandonou. Relargada veio na volta 52, com Michael Andretti liderando o pelotão.

### Volta 59 - Volta 106
O top 6 na volta 59 era composto por: Michael Andretti, Mauricio Gugelmin, Jimmy Vasser, André Ribeiro, Mark Blundell and Greg Moore. Após pitsops, Ribeiro era o líder na 90a volta. Após 106 voltas, Michael Andretti abandonou.

### Volta 119 - Volta 133
A 4a bandeira amarela veio na volta 119, devido a destroços de um carro soltos na pista. Na 126a volta, a relargada aconteceu. Na volta 133, o top 6 era composto por: André Ribeiro, Gil de Ferran, Adrian Fernández, Jimmy Vasser, Greg Moore and Mark Blundell.

### Últimas 98 voltas
Com 98 voltas para o final, Adrian Fernandez não conseguiu religar o carro nos pits, mas não deixou o motor morrer e permaneceu na corrida. Com 47 voltas para o final, o carro de André Ribeiro ficou sem combustível, mas ele conseguiu ir aos pits, apesar que André estava arrastando seu carro até lá. Ele voltou na 6a posição, 1 volta atrás do líder. Mas 5 voltas depois, Ribeiro bateu muito forte na curva 2 e parou após bater no muro interno. Apesar da violência do acidente, o brasileiro saiu ileso do acidente. 5a bandeira amarela. Com 35 voltas para o final, Mauricio Gugelmin liderava o pelotão, já que a relargada veio. Com 32 voltas para o final o top 10 era composto por: Mauricio Gugelmin, Gil de Ferran, Jimmy Vasser, Greg Moore, Mark Blundell, Bobby Rahal, Adrian Fernandez, Christian Fittipaldi, Scott Pruett and Robby Gordon. Com 19 voltas para o final, Gugelmin teve sérios problemas nos pneus, e devido a isso, Greg Moore era o novo líder, mas 8 voltas depois, o carro do piloto canadense pegou fogo na traseira. Jimmy Vasser pensou que a bandeira amarela iria ser acionada, mas só pensou, já que a corrida tinha um novo líder: Mark Blundell. O britânico, ex-piloto de Fórmula 1 venceu pela terceira e última vez na CART. As outras duas vitórias aconteceram também em 1997, no circuito americano de Portland e nas ruas canadenses de Toronto. Jimmy Vasser completou em segundo.

## Resultado Final
1. Mark Blundell
2. Jimmy Vasser
3. Adrian Fernández
4. Mauricio Gugelmin
5. Bobby Rahal
6. Gil de Ferran
7. Scott Pruett
8. Robby Gordon
9. Christian Fittipaldi
10. PJ Jones
11. Parker Johnstone
12. Max Papis

## Classificação após 17 corridas
1. Alex Zanardi 195 pontos
2. Gil de Ferran 162 pontos
3. Jimmy Vasser 144 pontos
4. Mauricio Gugelmin 132 pontos
5. Paul Tracy 121 pontos
6. Mark Blundell 115 pontos
7. Greg Moore 111 pontos
8. Michael Andretti 108 pontos
9. Scott Pruett 102 pontos
10. Raul Boesel 91 pontos
11. Bryan Herta 72 pontos
12. Bobby Rahal 70 pontos

## Novato do ano
1. Patrick Carpentier 27 pontos
2. Gualter Salles 10 pontos
3. Dario Franchitti 10 pontos
4. Arnd Meier 1 ponto

## Anotações
1. Última vitória - Mark Blundell
2. Volta mais rápida - Greg Moore: 30.900 segundos
3. Última corrida pela Penske Racing - Paul Tracy
4. Última corrida - Arie Luyendyk, Parker Johnstone, Juan Manuel Fangio II
5. Alex Zanardi foi substituído por Arie Luyendyk após dois graves acidentes nos treinos livres. O novato do ano, Patrick Carpentier também não correu.
6. Robby Gordon substituiu Dario Franchitti nessa corrida.